# Epocilla praetextata
Epocilla praetextata là một loài nhện trong họ Salticidae.
Loài này thuộc chi Epocilla. Epocilla praetextata được Tord Tamerlan Teodor Thorell miêu tả năm 1887.